# Bruno Rizzieri
Bruno Rizzieri (Ferrara, 1918 – Ferrara, 30 aprile 1944) è stato un partigiano e operaio italiano, decorato della medaglia d'oro al valor militare alla memoria.

## Biografia
Al momento dell'armistizio, Bruno Rizzieri era in forza, come aviere, all'aeroporto di Forlì. Decise subito di darsi alla macchia e di raggiungere il Ferrarese. Qui organizzò una formazione partigiana, la 35ª Brigata Garibaldi (di cui facevano parte, fra gli altri, le medaglie d'oro al valor militare Olao Pivari e Ludovico Ticchioni) che, dopo la sua morte, avrebbe preso il suo nome. Il giovane, infatti, cadde durante uno scontro durante un'azione di sabotaggio.
Nel 1969 gli venne conferita la medaglia d'oro al valor militare alla memoria. A Roma gli è stata dedicata una via di Cinecittà Est.